# Гриффин, Блэйк
Блэйк Остин Гриффин (англ. Blake Austin Griffin; род. 16 марта 1989 года в Оклахома-Сити, штат Оклахома, США) — американский профессиональный баскетболист. Играл на позиции тяжёлого форварда. 6 раз участвовал в матчах всех звёзд НБА и 5 раз попадал в символические сборные сезона (трижды во вторую и два раза в третью).
В 2011 году Sports Illustrated назвал его одним из 15 величайших новичков НБА всех времен.

## Карьера
С 2007 по 2009 годы выступал за команду Университета Оклахомы. В 2009 году признан лучшим баскетболистом США среди учащихся колледжей по версиям Associated Press, Sporting News, Fox Sports, Sports Illustrated и других изданий, обладатель призов имени Джеймса Нейсмита, Джона Вудена, Оскара Робертсона, Адольфа Руппа и других. После двух сезонов в Университете Оклахомы объявил о своём решении выступать в НБА, задолго до драфта баскетбольные специалисты предсказывали, что он будет выбран под первым номером.
25 июня 2009 года на драфте НБА выбран под первым номером командой «Лос-Анджелес Клипперс». Весь первый сезон в НБА пропустил из-за травмы левого колена, полученной в предсезонной игре.

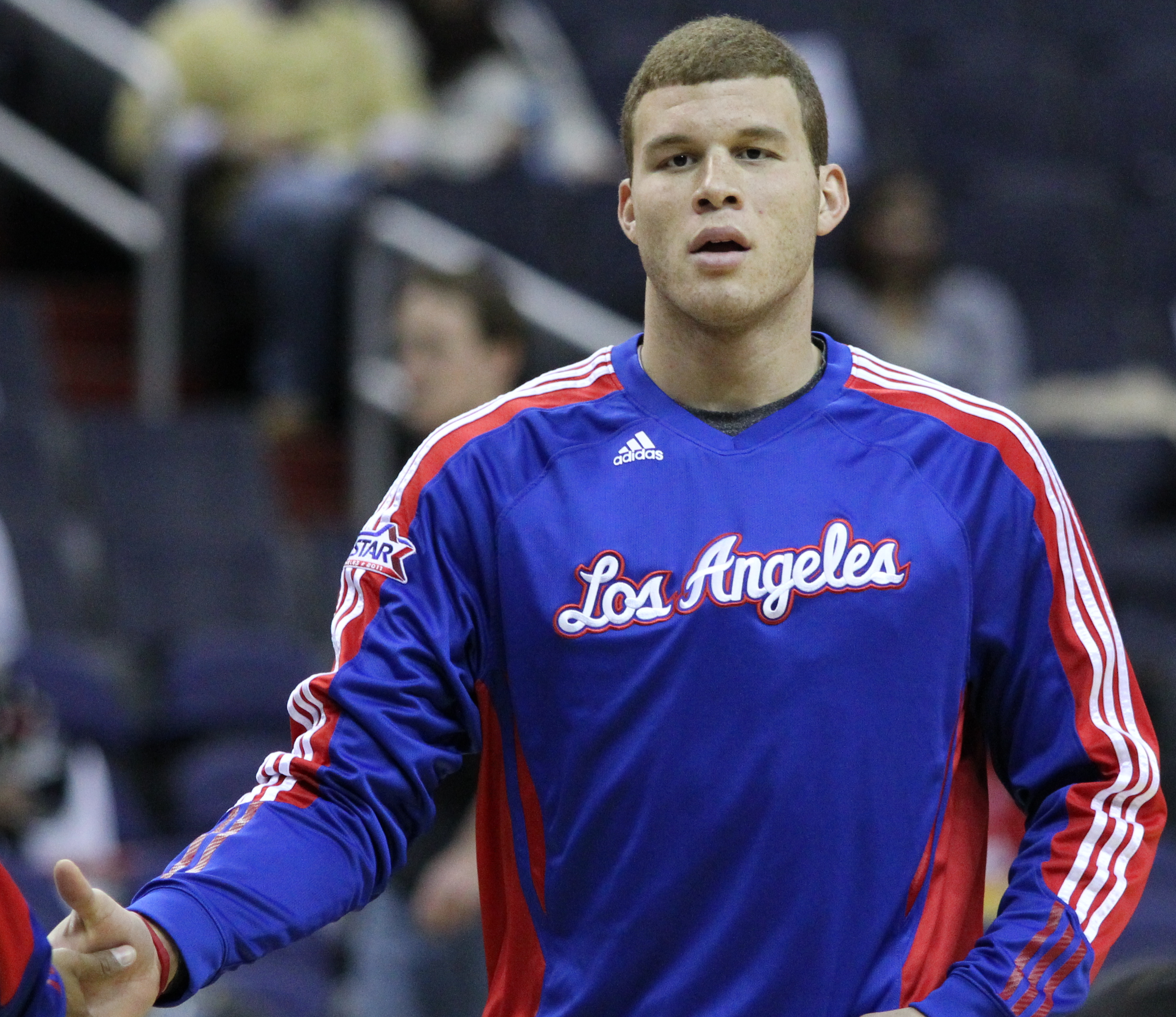
Гриффин в марте 2011 года

В первом же сезоне стал лидером команды, набирая в среднем 22,5 очка и делая 12,1 подбора за 38 минут на площадке. Гриффин стал первый новичком с сезона 2009/2010, кому удалось набирать в среднем 20 очков и делать 10 подборов за сезон. 11 ноября 2010 года набрал 44 очка в матче против «Никс». 17 января 2011 года набрал 47 очков в матче против «Индианы Пейсерс» — рекорд «Клипперс» для новичков. 23 марта 2011 года сделал свой первый трипл-дабл в НБА — 33 очка, 17 подборов и 10 передач в матче против «Вашингтон Уизардс» (127-119 2ОТ). Последовательно признавался лучшим новичком месяца Западной конференции все шесть раз за сезон — в ноябре и декабре 2010 года, а также январе, феврале, марте и апреле 2011 года.
Был выбран тренерами в состав сборной Западной конференции на Матч всех звёзд НБА 2011 года. Гриффин стал первым новичком, сыгравшим в матче звёзд с 2003 года, когда это удалось Яо Мину. Победитель конкурса слэм-данков 2011 года.
По итогам сезона 2010/11 единогласно был признан лучшим новичком НБА. Sports Illustrated включил Гриффина в топ-15 лучших новичков НБА в истории.
19 июля 2017 года подписал новый 5-летний контракт с «Клипперс» на сумму 173 млн долларов.
30 января 2018 года «Лос-Анджелес Клипперс» официально объявили что путём обмена Блейк Гриффин переходит в «Детройт Пистонс». Вместе с Гриффином в «Пистонс» перешли Уилли Рид и Брайс Джонсон, а в «Клипперс» отправились Эйвери Брэдли, Тобиас Харрис, Бобан Марьянович, а также защищённый выбор в первом раунде драфта и выбор во втором раунде драфта.
Гриффин дебютировал за новый клуб уже через три дня, набрав 24 очка, 10 подборов и 5 передач в матче против «Мемфис Гриззлис». 22 марта 2018 года сделал первый трипл-дабл в составе «Пистонс» — 21 очко, 10 подборов и 10 передач в матче против «Хьюстон Рокетс» (96-100 ОТ).
23 октября 2018 года набрал рекордные в карьере 50 очков в матче против «Филадельфии» (133-132 ОТ). Гриффин стал первым игроком «Детройта» с 2006 года, набравшим 50 очков в одном матче. 17 декабря 2018 года сделал свой второй трипл-дабл в составе «Пистонс» — 19 очков, 10 подборов и 11 передач в матче против «Милуоки Бакс» (104-107). В этой же игре сделал 10 потерь, добившись своеобразного квадрупл-дабла. 12 января 2019 года набрал 44 очка в матче против «Клипперс», принеся победу «Детройту» (109-104). 26 февраля 2019 года сделал трипл-дабл в игре против «Индианы» (20 очков + 10 подборов + 10 передач).
Гриффин пропустил первые 10 игр сезона 2019-20, восстанавливаясь после операции на левом колене. После 18 игр в составе «Пистонс» 7 января 2020 года Гриффин перенес вторую операцию на левом колене. В результате травмы Гриффин пропустил остаток сезона.
Несмотря на травму, Гриффин вернулся в строй в начале сезона 2020-21. В начале сезона Гриффин испытывал трудности, набирая в среднем 12,3 очка за игру и 5,2 подбора за игру в 20 играх. 15 февраля 2021 года Гриффин сыграл свою последнюю игру за «Пистонс», так как клуб хотел его обменять или выкупить контракт. 5 марта контракт Гриффина был выкуплен «Пистонс».
8 марта 2021 года Гриффин подписал контракт с «Бруклин Нетс». 21 марта Гриффин дебютировал за «Нетс», набрав два очка, два подбора и блок в победе над «Вашингтон Уизардс». 6 мая Гриффин сделал свой первый дабл-дабл в составе «Нетс», набрав 10 очков и 10 подборов в поражении от «Даллас Маверикс»
9 августа 2021 года Гриффин вновь продлил контракт с «Нетс» на один год. После того, как Гриффин начал 17 игр в старте в начале сезона, главный тренер «Нетс» Стив Нэш вывел Гриффина из ротации в пользу ЛаМаркуса Олдриджа. 6 февраля 2022 года Гриффин набрал максимальные за сезон 19 очков в поражении от «Денвер Наггетс».
30 сентября 2022 года Гриффин подписал однолетний контракт с «Бостон Селтикс» на условиях ветеранского минимума.
16 апреля 2024 года Гриффин объявил в соцсетях, что завершает карьеру в НБА.

## Личная жизнь
Встречался с бывшим игроком женской баскетбольной команды Университета Южной Калифорнии Бринн Кэмерон, сестрой игрока в американский футбол Джордана Кэмерона. От Блэйка Бринн родила 1 августа 2013 год ребёнка, которого назвали Форд Уилсон Кэмерон Гриффин. Позднее у пары родилась дочь.
С августа по декабрь 2017 года Гриффин встречался с моделью Кендалл Дженнер.

## Коммерческие контракты
В 2011, Panini America подписало с Блэйком эксклюзивный долгосрочный контракт по использованию его автографа и памятных вещей на своей продукции. Гриффин появлялся на обложках игр NCAA Basketball 10 и также был представлен на обложке NBA 2K13 рядом с звёздами НБА Кевином Дюрантом и Дерриком Роузом. Регулярно участвовал в коммерческих проектах Kia Motors, Subway, Vizio и GameFly.

## Благотворительная деятельность
Блэйк Гриффин начал акцию по сбору денег под названием «Данки за доллары». В ходе акции он жертвует 100 долларов в поддержку борьбы с детским ожирением за каждый сделанный им в течение сезона данк.

## Статистика

### Статистика в НБА
| Сезон                                                                                    | Команда  | Регулярный сезон | Регулярный сезон | Регулярный сезон | Регулярный сезон | Регулярный сезон | Регулярный сезон | Регулярный сезон | Регулярный сезон | Регулярный сезон | Регулярный сезон | Регулярный сезон | Серия плей-офф | Серия плей-офф | Серия плей-офф | Серия плей-офф | Серия плей-офф | Серия плей-офф | Серия плей-офф | Серия плей-офф | Серия плей-офф | Серия плей-офф | Серия плей-офф |
| Сезон                                                                                    | Команда  | GP               | GS               | MPG              | FG%              | 3P%              | FT%              | RPG              | APG              | SPG              | BPG              | PPG              | GP             | GS             | MPG            | FG%            | 3P%            | FT%            | RPG            | APG            | SPG            | BPG            | PPG            |
| ---------------------------------------------------------------------------------------- | -------- | ---------------- | ---------------- | ---------------- | ---------------- | ---------------- | ---------------- | ---------------- | ---------------- | ---------------- | ---------------- | ---------------- | -------------- | -------------- | -------------- | -------------- | -------------- | -------------- | -------------- | -------------- | -------------- | -------------- | -------------- |
| 2010/11                                                                                  | Клипперс | 82               | 82               | 37,9             | 50,6             | 29,2             | 64,2             | 12,1             | 3,8              | 0,8              | 0,5              | 22,5             | Не участвовал  | Не участвовал  | Не участвовал  | Не участвовал  | Не участвовал  | Не участвовал  | Не участвовал  | Не участвовал  | Не участвовал  | Не участвовал  | Не участвовал  |
| 2011/12                                                                                  | Клипперс | 66               | 66               | 36,2             | 54,9             | 12,5             | 52,1             | 10,9             | 3,2              | 0,8              | 0,7              | 20,7             | 11             | 11             | 35,7           | 50,0           | 0,0            | 63,6           | 6,9            | 2,5            | 1,8            | 0,9            | 19,1           |
| 2012/13                                                                                  | Клипперс | 80               | 80               | 32,5             | 53,8             | 17,9             | 66,0             | 8,3              | 3,7              | 1,2              | 0,6              | 18,0             | 6              | 5              | 26,3           | 45,3           | -              | 80,8           | 5,5            | 2,5            | 0,0            | 0,8            | 13,2           |
| 2013/14                                                                                  | Клипперс | 80               | 80               | 35,8             | 52,8             | 27,3             | 71,5             | 9,5              | 3,9              | 1,2              | 0,6              | 24,1             | 13             | 13             | 36,8           | 50,0           | 14,3           | 74,0           | 7,4            | 3,8            | 1,2            | 1,1            | 23,5           |
| 2014/15                                                                                  | Клипперс | 67               | 67               | 35,2             | 50,2             | 40,0             | 72,8             | 7,6              | 5,3              | 0,9              | 0,5              | 21,9             | 14             | 14             | 39,8           | 51,1           | 14,3           | 71,7           | 12,7           | 6,1            | 1,0            | 1,0            | 25,5           |
| 2015/16                                                                                  | Клипперс | 35               | 35               | 33,4             | 49,9             | 33,3             | 72,7             | 8,4              | 4,9              | 0,8              | 0,5              | 21,4             | 4              | 4              | 31,7           | 37,7           | 50,0           | 76,0           | 8,8            | 4,0            | 0,8            | 0,5            | 15,0           |
| 2016/17                                                                                  | Клипперс | 61               | 61               | 34,0             | 49,3             | 33,6             | 76,0             | 8,1              | 4,9              | 0,9              | 0,4              | 21,6             | 3              | 3              | 33,1           | 49,0           | 66,7           | 100,0          | 6,0            | 2,3            | 0,7            | 0,3            | 20,3           |
| 2017/18                                                                                  | Клипперс | 33               | 33               | 34,5             | 44,1             | 34,2             | 78,5             | 7,9              | 5,4              | 0,9              | 0,3              | 22,6             | Не участвовал  | Не участвовал  | Не участвовал  | Не участвовал  | Не участвовал  | Не участвовал  | Не участвовал  | Не участвовал  | Не участвовал  | Не участвовал  | Не участвовал  |
| 2017/18                                                                                  | Детройт  | 25               | 25               | 33,2             | 43,3             | 34,8             | 78,4             | 6,6              | 6,2              | 0,4              | 0,4              | 19,8             | Не участвовал  | Не участвовал  | Не участвовал  | Не участвовал  | Не участвовал  | Не участвовал  | Не участвовал  | Не участвовал  | Не участвовал  | Не участвовал  | Не участвовал  |
| 2018/19                                                                                  | Детройт  | 75               | 75               | 35,0             | 46,2             | 36,2             | 75,3             | 7,5              | 5,4              | 0,7              | 0,4              | 24,5             | 2              | 2              | 29,1           | 46,2           | 46,2           | 100,0          | 6,0            | 6,0            | 1,0            | 0,0            | 24,5           |
| 2019/20                                                                                  | Детройт  | 18               | 18               | 28,5             | 35,2             | 24,3             | 77,6             | 4,7              | 3,3              | 0,4              | 0,4              | 15,5             | Не участвовал  | Не участвовал  | Не участвовал  | Не участвовал  | Не участвовал  | Не участвовал  | Не участвовал  | Не участвовал  | Не участвовал  | Не участвовал  | Не участвовал  |
| 2020/21                                                                                  | Детройт  | 20               | 20               | 31,3             | 36,5             | 31,5             | 71,0             | 5,2              | 3,9              | 0,7              | 0,1              | 12,3             | Не участвовал  | Не участвовал  | Не участвовал  | Не участвовал  | Не участвовал  | Не участвовал  | Не участвовал  | Не участвовал  | Не участвовал  | Не участвовал  | Не участвовал  |
| 2020/21                                                                                  | Бруклин  | 26               | 10               | 21,6             | 49,2             | 38,3             | 78,2             | 4,7              | 2,4              | 0,7              | 0,5              | 10,0             | 12             | 12             | 26,5           | 53,2           | 38,9           | 71,4           | 5,9            | 1,8            | 0,8            | 0,5            | 9,0            |
| 2021/22                                                                                  | Бруклин  | 56               | 24               | 17,1             | 42,5             | 26,2             | 72,4             | 4,1              | 1,9              | 0,5              | 0,3              | 6,4              | 2              | 0              | 12,8           | 28,6           | 40,0           | 100,0          | 2,0            | 2,0            | 0,5            | 0,5            | 4,0            |
| 2022/23                                                                                  | Бостон   | 41               | 16               | 13,9             | 48,5             | 34,8             | 65,6             | 3,8              | 1,5              | 0,3              | 0,2              | 4,1              | 1              | 0              | 5,9            | 0,0            | -              | -              | 2,0            | 0,0            | 0,0            | 0,0            | 0,0            |
|                                                                                          | Всего    | 765              | 692              | 31,9             | 49,3             | 32,8             | 69,6             | 8,0              | 4,0              | 0,8              | 0,5              | 19,0             | 68             | 64             | 32,6           | 49,2           | 37,7           | 73,1           | 7,7            | 3,5            | 1,0            | 0,8            | 18,2           |
| Наведите курсор мыши на аббревиатуры в заголовке таблицы, чтобы прочесть их расшифровку. |          |                  |                  |                  |                  |                  |                  |                  |                  |                  |                  |                  |                |                |                |                |                |                |                |                |                |                |                |

### Статистика в NCAA
| Сезон | Команда  | Conf   | Class | GP | GS | MPG  | FG%  | 3P%  | FT%  | RPG  | APG | SPG | BPG | PPG  |
| --- | -------- | ------ | ----- | -- | -- | ---- | ---- | ---- | ---- | ---- | --- | --- | --- | ---- |
| 2007/08 | Оклахома | Big 12 | FR    | 33 | 28 | 28,4 | 56,8 | 0,0  | 58,9 | 9,1  | 1,8 | 1,0 | 0,8 | 14,7 |
| 2008/09 | Оклахома | Big 12 | SO    | 35 | 35 | 33,3 | 65,4 | 37,5 | 59,0 | 14,4 | 2,3 | 1,1 | 1,2 | 22,7 |
| Всего | Всего    | Всего  | Всего | 68 | 63 | 30,9 | 61,8 | 30,0 | 58,9 | 11,8 | 2,1 | 1,1 | 1,0 | 18,8 |
| Наведите курсор мыши на аббревиатуры в заголовке таблицы, чтобы прочесть их расшифровку Статистика приведена с сайта sports-reference.com |          |        |       |    |    |      |      |      |      |      |     |     |     |      |

### Трипл-даблы в НБА (10+3)
10 в регулярных сезонах и 3 в плей-офф (выделены бирюзовым)
| №  | Сезон   | Дата        | Клуб                        | Соперник              | Счёт        | Минуты | Очки | Подборы | Передачи | Прхв | БШ | Ссылка |
| 1  | 2010/11 | 23 мар 2011 | Лос-Анджелес Клипперс (7+3) | Вашингтон Уизардс     | 127-119 2ОТ | 51     | 33   | 17      | 10       | 1    | 1  |        |
| 2  | 2010/11 | 13 апр 2011 | Лос-Анджелес Клипперс (7+3) | Мемфис Гриззлис       | 110-103     | 41     | 31   | 10      | 10       | 1    | 1  |        |
| 3  | 2012/13 | 6 мар 2013  | Лос-Анджелес Клипперс (7+3) | Милуоки Бакс          | 127-101     | 33     | 23   | 11      | 11       | 1    | 1  |        |
| 4  | 2013/14 | 3 апр 2014  | Лос-Анджелес Клипперс (7+3) | Даллас Маверикс       | 107-113     | 40     | 25   | 10      | 11       | 1    | 1  |        |
| 1* | 2014/15 | 22 апр 2015 | Лос-Анджелес Клипперс (7+3) | Сан-Антонио Спёрс     | 107-111 ОТ  | 47     | 29   | 12      | 11       | 1    | 1  |        |
| 2* | 2014/15 | 2 мая 2015  | Лос-Анджелес Клипперс (7+3) | Сан-Антонио Спёрс (2) | 111-109     | 40     | 24   | 13      | 10       | 0    | 0  |        |
| 3* | 2014/15 | 4 мая 2015  | Лос-Анджелес Клипперс (7+3) | Хьюстон Рокетс        | 117-101     | 40     | 26   | 14      | 13       | 1    | 0  |        |
| 5  | 2016/17 | 6 фев 2017  | Лос-Анджелес Клипперс (7+3) | Торонто Рэпторс       | 109-118     | 37     | 26   | 11      | 11       | 1    | 0  |        |
| 6  | 2017/18 | 22 ноя 2017 | Лос-Анджелес Клипперс (7+3) | Атланта Хокс          | 116-103     | 37     | 26   | 10      | 10       | 1    | 0  |        |
| 7  | 2017/18 | 22 янв 2018 | Лос-Анджелес Клипперс (7+3) | Миннесота Тимбервулвз | 118-126     | 37     | 32   | 11      | 12       | 1    | 0  |        |
| 8  | 2017/18 | 22 мар 2018 | Детройт Пистонс (3+0)       | Хьюстон Рокетс (2)    | 96-100 ОТ   | 42     | 21   | 10      | 10       | 2    | 0  |        |
| 9  | 2018/19 | 17 дек 2018 | Детройт Пистонс (3+0)       | Милуоки Бакс (2)      | 104-107     | 35     | 19   | 10      | 11       | 1    | 0  |        |
| 10 | 2018/19 | 26 фев 2019 | Детройт Пистонс (3+0)       | Индиана Пэйсерс       | 113-109     | 35     | 20   | 10      | 10       | 1    | 0  |        |